# Pilostyles ulei
Pilostyles ulei är en tvåhjärtbladig växtart som beskrevs av Solms-laub. Pilostyles ulei ingår i släktet Pilostyles och familjen Apodanthaceae. Inga underarter finns listade i Catalogue of Life.